# Nachwirkung (Vertrag)
Im deutschen Schuldrecht bedeutet Nachwirkung, dass die in einem Vertrag getroffenen Regelungen auch nach Ablauf oder Kündigung des Vertrages gelten.
Die Gültigkeit einer Nachwirkung – also auch die eventuelle Notwendigkeit einer expliziten Regelung oder eines expliziten Ausschlusses der Nachwirkung – kann für unterschiedliche Vertragsarten unterschiedlich geregelt sein. Hier ist immer der rechtliche Rahmen zu beachten, in dem ein Vertrag oder eine Vereinbarung abgeschlossen wird. Generell ist es wichtig, sich bei Vertragsverhandlungen und Vertragsabschlüssen über eine mögliche Nachwirkung im Klaren zu sein.
Beispiele für Nachwirkungen im beschriebenen Sinne finden sich im Arbeitsrecht. Sollen Tarifverträge und Betriebsvereinbarungen oder Dienstvereinbarungen nach Ablauf außer Kraft treten, so muss die vertragliche Nachwirkung ausgeschlossen werden. Diese Nachwirkung bedeutet also, dass auch gekündigte arbeitsrechtliche Kollektivvereinbarungen nach Ablauf der Kündigungsfrist insofern weiterhin ihre Gültigkeit behalten, als alle enthaltenen Inhaltsnormen zunächst weitergelten. Die Nachwirkung endet regelmäßig mit Abschluss einer neuen Kollektivvereinbarung.